# PACHANGA
PACHANGA（パチャンガ）は大阪府出身の4人組ロックバンドである。

## 略歴
バンド名の「pachanga」はスペイン語で「パーティー」を表す語の1つから採ったとされる。 
2002年に美崎と木村の二人で結成。その後メンバーチェンジを繰り返し現在のメンバーとなる。2004年に大阪市主催『街角コンサート』『ROOL UP PARTY』などでグランプリを受賞。2008年、ユニバーサルミュージック（ナユタウェイブレコーズレーベル）よりメジャーデビュー。
「Neo Rhythm」をメジャーデビューのシングル候補曲として聞いたテレビ東京のプロデューサーにより、テレビドラマ『紅蓮女』（2008年、テレビ東京）の主題歌に抜擢された。

## メンバー
- 美崎しのぶ（8月8日生まれ）：ボーカル
- ゴーゴー木村（7月15日生まれ）：ギター
- 高橋つね（6月20日生まれ）：ベース
- c-c-maru（3月28日生まれ）：ドラム

高橋つねとc-c-maruは専門学校で楽器を教えていこともあり、バンドの演奏力と楽曲はインディーズ時代から定評がある。

## 元メンバー
- ロビン：キーボード
- 中島さなえ：サクソフォーン
- 美樹健一：キーボード

## ディスコグラフィー

### シングル
1. 瞼（2004年11月27日、BSMF RECORDS）
  1. intro
  2. 瞼
  3. 彼が見ようとしているもの
  4. 最終ニュース
2. おなじ手おなじ目（2005年7月1日、BSMF RECORDS）
  1. おなじ手おなじ目  - 『水野真紀の魔法のレストラン』（毎日放送）エンディングテーマ
  2. 邪魔しないで
  3. 雨の予感
3. Neo Rhythm（2008年2月6日、ナユタウェイブレコーズ）
  1. Neo Rhythm  - ドラマ24『紅蓮女』（テレビ東京）主題歌[3]
  2. 死神の横顔
  3. Neo Rhythm（Backing Track）
  4. 死神の横顔（Backing Track）
4. バカみたいに（2012年3月2日、BSMF RECORDS）
  1. バカみたいに
  2. ギフト

### デジタル・シングル
※デジタル・ダウンロードのみでリリースの曲
1. ピエロとバニー（2010年6月9日）
2. 夢見るダーウィン（2010年6月9日）
3. ひとつ（2010年9月29日）
4. グリグリハニー（2010年10月27日）
5. さぼてんの女（2010年11月24日）

### アルバム
1. First Coming（2006年1月20日、BSMF RECORDS）
  1. あまいのちょうだい
  2. ナイフ
  3. 真っ白
  4. ありえないから
  5. アイスクリーム
  6. おなじ手おなじ目
  7. 瞼
  8. We Are Pachanga
2. さぼてんの女（2006年11月8日、フライング・ハイ）
  1. 水けむり
  2. ミス・ジェーン・マーシー
  3. あなたを失うくらいなら
  4. 理想の女
  5. わけもなく

## 出演

### ラジオ
- CRK MUSIC H.E.A.D.S. - BLUES NIGHT - （ラジオ関西、2009年10月 - 2015年12月現在降板済み） 毎週金曜22時 - 24時 [4]   - 美崎と木村がレギュラー出演

## 賞歴
大阪市主催の「街角コンサート」、「ROOL UP PARTY」などでグランプリを受賞している。